# Lom sorn ruk
Lom sorn ruk (ลมซ่อนรัก; conosciuta comunemente come Wind's Hidden Love) è una serie televisiva thailandese trasmessa su Channel 3 nel 2015.

## Personaggi
- Pran/Non, interpretato da Nadech Kugimiya
- Pat, interpretata da Natapohn Tameeruks
- Anna, interpretata da Particia Tanchanok Good

## Distribuzioni internazionali
| Paese     | Canale/i            | Prima TV                | Titolo adottato                         |
| --------- | ------------------- | ----------------------- | --------------------------------------- |
| Vietnam   | Giải trí TV VTVCab1 | ?                       | Ngọn gió tình yêu (Il vento dell'amore) |
| Filippine | GMA News TV         | 3 giugno-14 agosto 2020 | Hidden Love (Amore nascosto)            |